# 綾鷹

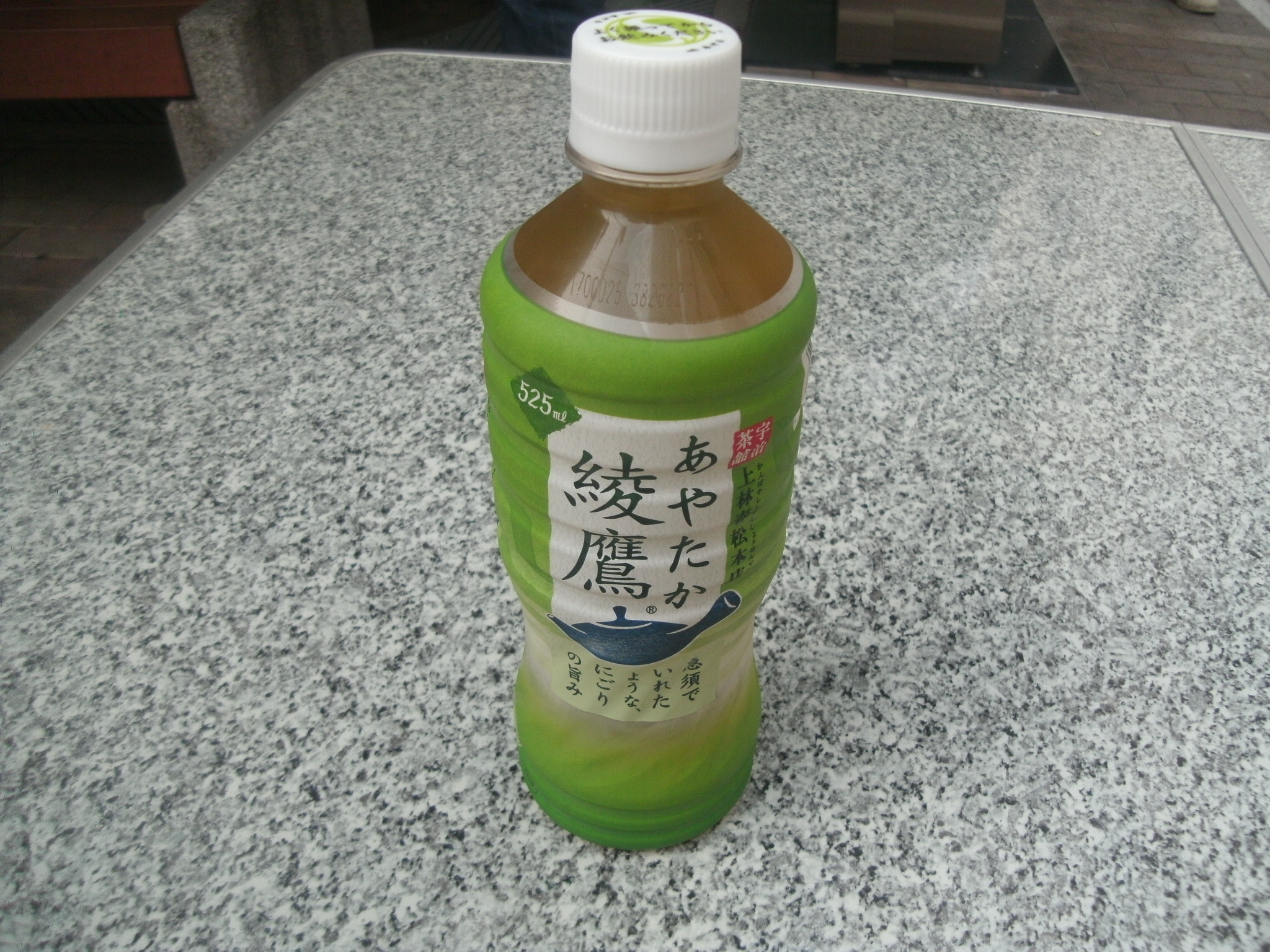
一瓶綾鷹(Ayataka)綠茶飲料

綾鷹（日语：／ Ayataka */?）是可口可乐公司出品的一个冰绿茶品牌，在日本和新加坡等地銷售(under the Heaven and Earth brand)。這個品牌是可口可乐公司與京都宇治的上林春松本店合作的製品。

## 沿革
- 2007年10月8日 - 開始販賣。最初只有280ml、350ml、425ml等3種大小的瓶裝，並限定便利店與自動販賣機販賣。

## 外部連結
- 产品网站 （页面存档备份，存于） （日文）